# 黄穗
黄穗（1982年1月8日—），生於中國湖南，澳籍華人，前中國女子羽毛球運動員，曾多次與高崚配合贏得各項大賽的冠軍，曾是中国国家羽毛球队的頂尖女双选手。2007年末，她宣布從国家队退役；后歸化成為澳洲公民，並於2012年復出，代表澳洲參加當地舉行的澳洲羽毛球公開賽。

## 生涯
黃穗於1988年入安化羽毛球運動技術學校，其教練是楊智勇。4年後進湖南省體育運動技術學院，黃穗當時的教練是唐輝。1997年，黃穗入選國家二隊，教練是翁建德。兩年後成為1隊成員，教練是田秉毅。
黃穗勝在進攻兇狠、打法具力量、控球能力強，並擁有良好的意識，她於1998年取得世青錦標賽、瑞典公開賽與全英公開賽的女子雙打項目亞軍的女雙項目亞軍。1年後，在蘇迪曼杯贏得冠軍，又於城運會得混雙銀牌、女雙與女子團體的金牌，以及香港公開賽女雙賽事亞軍。
2001年，黃穗成功蟬聯蘇迪曼杯，又全英公開賽與世錦賽、日本公開賽與亞洲錦標賽的女雙賽冠軍，並於九運會取得混雙項目的銀牌，南韓公開賽、國際羽毛球超級大獎賽的女雙賽事季軍。1年後，黃穗在南韓、中國、印尼和全英公開賽贏得女雙冠軍，又在日本公開賽、亞運會與亞錦賽的女雙亞軍。
2003年，黃穗分別於中國、日本、印尼、香港、全英公開賽以及世錦賽的女雙項目奪標，又在新加坡與馬來西亞公開賽得亞。1年後，黃穗於尤伯杯、瑞士與全英公開賽贏得冠軍，又於雅典奧運的女子雙打項目合拍高崚，最終於決賽以1:2不敵楊維與張潔雯組合，獲得一面銀牌。
2005年，黃穗先於十運會贏得了混雙項目金牌，後來與高凌於德國公開賽奪冠，又再次問鼎全英公開賽的冠軍。而於世錦賽、香港與中國公開賽中的女雙項目中再次不敵楊維與張潔雯，得到亞軍。
2006年，黄穗除了夥拍高崚取得2006年亞洲運動會羽毛球比賽的女子雙打的金牌之外，同時亦取得女子團體的金牌。

### 突然退役
2007年初，黄穗突向國家隊申請退役，回鄉照顧突然病重的父親。國家隊总教练李永波在收到她的退役申請後，
曾多番勸她改變初衷，後更親自帶同林丹、张宁、谢杏芳、蔡赟、傅海峰及高崚等球员前往株洲去挽留她。最終，黄穗被勸服重新返回賽場，並跟高崚合作贏得了泰国、澳门等站大獎賽的冠軍。然而，由於父亲的病情持續恶化，身為家中獨女的黄穗无法專心比赛，終向國家隊再度申請退役，並在9月14日正式離隊。
黄穗從國家隊退役後，便獲任命為湖南省羽毛球中心副主任。然而，她一直未有在單位上班，單位方面更在2009年起未能联系到她，但仍为她保留副主任的职位，公务员薪酬照发不误。

### 現身澳洲賽
2012年4月，「失蹤」三年的黄穗突然在澳洲羽毛球公開賽現身，並夥拍唐鹤恬代表澳大利亚出战女双比赛，消息轟動中國體壇。
據世界羽联解釋，凡選手在一个國家居住三個月或以上，就能代表該國家出戰如超級賽和大獎賽級別的比賽，所以黄穗在参赛资格方面也不存在违规情况。
黄穗此次突然现身澳洲赛，在国内引发议论，舆论称之为“黄穗事件”，黄穗事件引发讨论并不聚焦在黄穗是否可以为澳大利亚羽毛球隊效力，而是聚焦在在优秀的运动员功成名就退役之后到底应不应该还要“赏以”公共的行政职务。

## 主要比賽成績
只列出曾進入準決賽的國際賽事成績：
| 年份   | 賽事                     | 公開賽級別 | 項目     | 拍檔 | 成績   |
| ------ | ------------------------ | ---------- | -------- | ---- | ------ |
| 2001年 | 亞洲羽毛球錦標賽         | 其他       | 女子雙打 | 高崚 | 金牌   |
| 2002年 | 亞洲羽毛球錦標賽         | 其他       | 女子雙打 | 高崚 | 金牌   |
| 2004年 | 全英羽毛球公開賽         |            | 女子雙打 | 高崚 | 冠軍   |
| 2004年 | 奧林匹克運動會羽毛球比賽 | 其他       | 女子雙打 | 高崚 | 銀牌   |
| 2004年 | 中國羽毛球公開賽         |            | 女子雙打 | 高崚 | 準決賽 |
| 2005年 | 中國羽毛球大師賽         |            | 女子雙打 | 高崚 | 亞軍   |
| 2005年 | 香港羽毛球公開賽         |            | 女子雙打 | 高崚 | 亞軍   |
| 2006年 | 全英羽毛球公開賽         |            | 女子雙打 | 高崚 | 冠軍   |
| 2006年 | 中國羽毛球大師賽         |            | 女子雙打 | 高崚 | 冠軍   |
| 2006年 | 中華台北羽球公開賽       |            | 女子雙打 | 高崚 | 亞軍   |
| 2006年 | 日本羽毛球公開賽         |            | 女子雙打 | 高崚 | 冠軍   |
| 2006年 | 羽毛球世界盃             | 其他       | 女子雙打 | 高崚 | 金牌   |
| 2007年 | 馬來西亞羽毛球超級賽     | 超級賽     | 女子雙打 | 高崚 | 冠軍   |
| 2007年 | 韓國羽毛球超級賽         | 超級賽     | 女子雙打 | 高崚 | 冠軍   |
| 2007年 | 全英羽毛球超級賽         | 超級賽     | 女子雙打 | 高崚 | 準決賽 |
| 2007年 | 泰國羽毛球黃金大獎賽     | 黃金大獎賽 | 女子雙打 | 高崚 | 冠軍   |
| 2007年 | 日本羽毛球超級賽         | 超級賽     | 女子雙打 | 高崚 | 準決賽 |
| 2007年 | 澳門羽毛球黃金大獎賽     | 黃金大獎賽 | 女子雙打 | 高崚 | 冠軍   |

| 2007-2017年 | 首要超級賽 | 超級賽 | 黃金大獎賽 | 大獎賽 | 國際挑戰賽 | 國際系列賽 | 未來系列賽 | 其他 |

### 奧運會和世錦賽參賽紀錄
|          | 搭檔 | 2001 | 2003 | 2004 | 2005 | 2006 | 2007 |
| -------- | ---- | ---- | ---- | ---- | ---- | ---- | ---- |
| 女子雙打 | 高崚 | 金牌 | 金牌 | 銀牌 | 銀牌 | 金牌 | 銀牌 |